# محوطه سراب قجر
محوطه سراب چنگیه مربوط به دوره تاریخی است و در شهرستان ایلام، بخش مرکزی، دهستان میش خاص، روستای چنگیه میشخاص واقع شده است. این اثر در تاریخ ۳۰ دی ۱۳۸۵ با شمارهٔ ثبت ۱۶۹۶۰ به عنوان یکی از آثار ملی ایران به ثبت رسیده است.